# Église Santa Luciella a San Biagio dei Librai

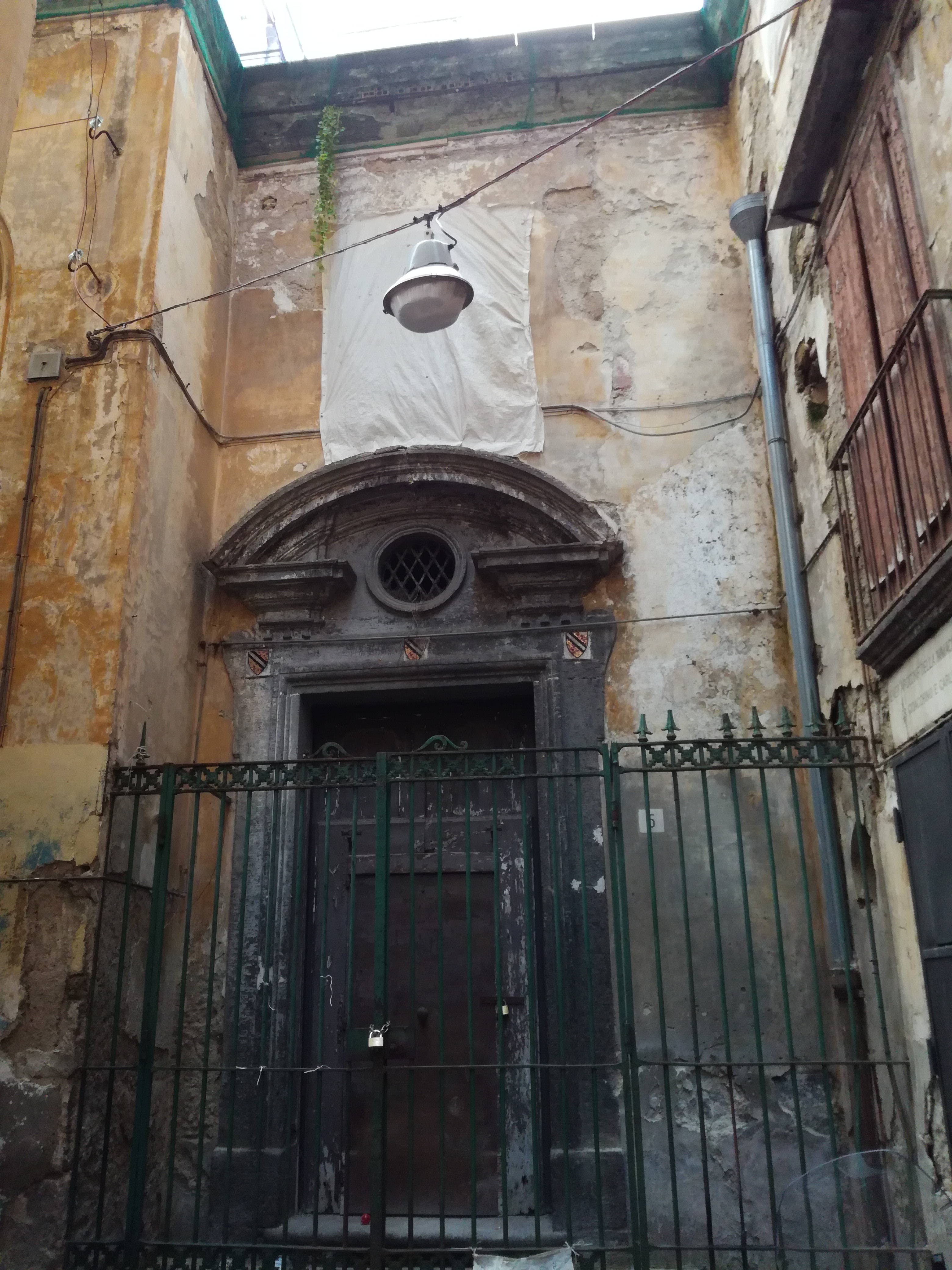
Façade de l'église.

Pour les articles homonymes, voir Église Sainte-Lucie.
L'église Santa Luciella a San Biagio dei Librai est une petite église du cœur de Naples, consacrée à sainte Lucie, située dans la rue du même nom derrière l'église San Gregorio Armeno et non loin de l'église Santi Filippo e Giacomo.

## Histoire
Il existe peu d'informations sur l'histoire de cette église. L'historien Roberto Pane la fait remonter au XIe siècle. Elle est sujette à un remaniement complet en 1724, lui donnant son aspect actuel d'église baroque.
Elle devient l'église de la corporation des tailleurs de piperno (les  pipernieri), la roche volcanique locale et l'église est documentée à l'époque, comme « église de l'archiconfrérie  de l'Immaculée Conception, de Saint Joachim et de Saint Charles Borromée des Pipernieri ».
L'église est consolidée et restaurée dans les années 1980, après le tremblement de terre qui frappa la région. Elle est aujourd'hui fermée au culte.

## Description

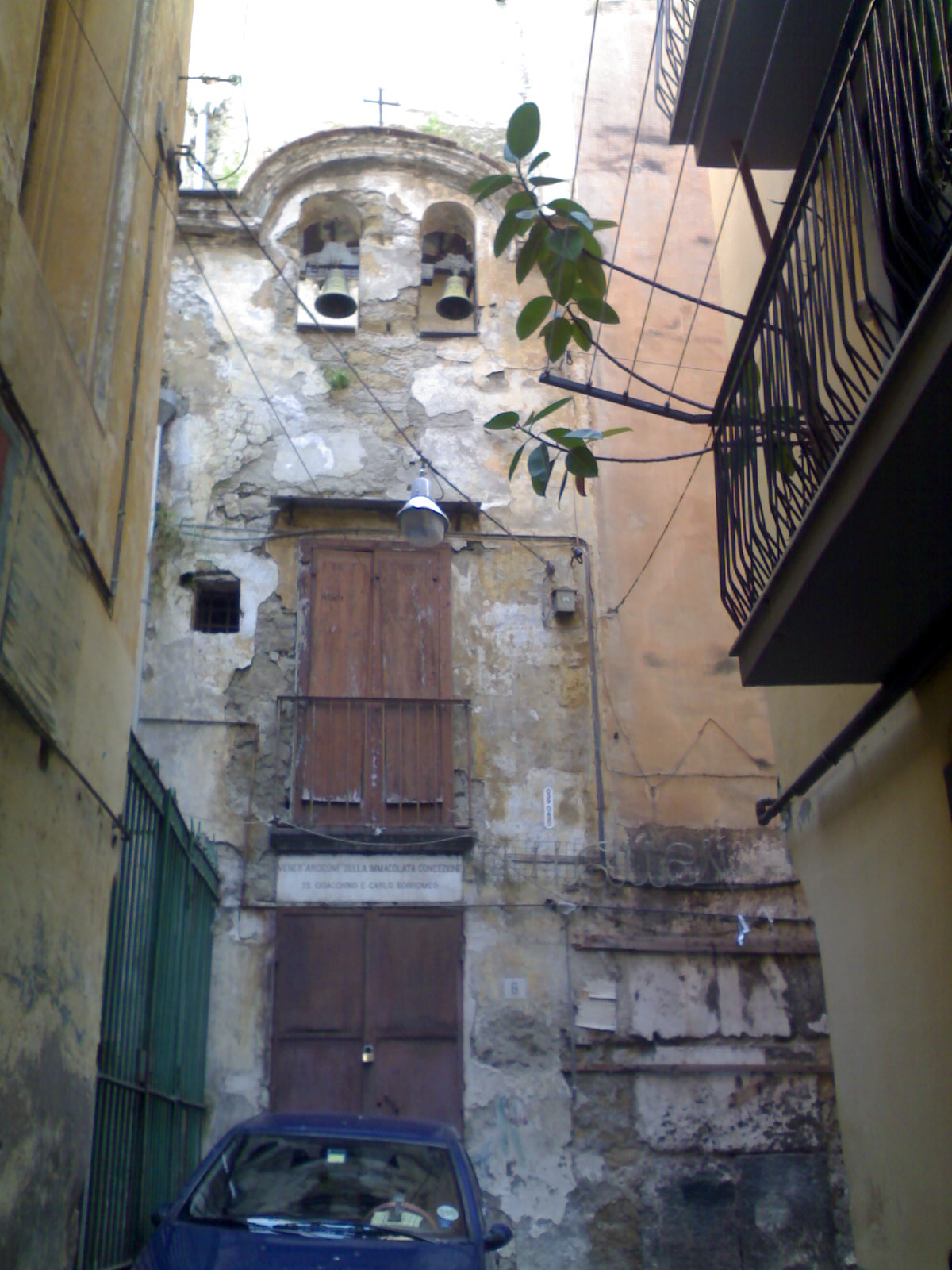
Façade arrière.

L'intérieur de dimensions modestes est composé d'une nef rectangulaire avec un maître-autel dans le chœur. La façade présente un portail de piperno surmonté d'une fenêtre ovale dans le fronton en arc brisé. La partie supérieure montre une fresque sous vitre circulaire figurant le blason de l'archiconfrérie.
L'entrée donnant à l'arrière est surmontée d'un petit clocheton pour deux cloches.

## Source de la traduction
- (it) Cet article est partiellement ou en totalité issu de l’article de Wikipédia en italien intitulé « Chiesa di Santa Luciella a San Biagio dei Librai » (voir la liste des auteurs).